# Manuel José Soffia
Manuel José Soffia Otaegui (Valparaíso, 1845-ibídem, 24 de abril de 1903) fue un político y militar chileno.

## Biografía
Nació en junio de 1845 en Valparaíso. Hijo de Basilio Soffia Escandón y Rita Otaegui Astaburuaga. Casado con Clorinda Garretón y Ojeda. En segundas nupcias casó con Irene Pizarro.
Estudió ingeniería en la Universidad de Chile, titulándose en 1866. En 1876 fue elegido regidor de Valparaíso. Al año siguiente fue nombrado como intendente de la provincia de Maule y, en 1878, asumió como intendente de la provincia de Colchagua.
En el ámbito militar, llegó al grado de teniente coronel y ejerció como comandante del Batallón Colchagua. Se retiró del Ejército en 1881. Fue jefe político y militar de Tacna y Arica entre 1882 y 1887, distinguiéndose por sus servicios en la Guerra del Pacífico. Sirvió como intendente de la provincia chilena de Tacna.
Murió el 24 de abril de 1903 en calle Victoria 300, en la ciudad de Valparaíso, a los 58 años y a consecuencia de un síncope cardíaco.
Aunque sus restos fueron sepultados originalmente en su ciudad natal, en un mausoleo familiar, desde agosto de 2017 reposan en el Regimiento Colchagua de la ciudad de San Fernando.